# インドネシアのファーストレディ・ファーストジェントルマン
インドネシアのファーストレディ（尼: Ibu Negara）またはファーストジェントルマン（尼: Bapak Negara）は、大統領の配偶者（妻または夫）を指す。インドネシアの憲法においては大統領の配偶者について何ら言及がないものの、インドネシアの社会において多大な影響力を持ち続けている。
現任者は空席となっている。現職の大統領であるプラボウォ・スビアントは、かつてシティ・ヘディアティと結婚していたが、1998年に離婚している。また、メガワティ・スティアワティ・スカルノプトゥリ大統領の夫タウフィック・キマスが現在までで唯一のファーストジェントルマンとなっている。

## 歴史
インドネシアの慣習において、ファーストレディ（尼: Ibu Negara）の役割が最初に制定された時期については不明である。初代大統領スカルノは、1945年8月に就任した時点で3人目の妻ファトマワティと結婚しており、その後、1953年7月にハルティニとも結婚した。ハルティニはボゴール宮殿に居住し、スカルノの国内の公務と外遊に同行した。大統領の在任中、スカルノは別の5人の女性と結婚したが、ファトマワティがファーストレディとして扱われていた。
スハルトの妻シティ・ハルティナは、1996年4月に死去するまでファーストレディを務め、彼女の長女シティ・ハルディヤンティ・ルクマナ（トゥトゥット）が、1998年まで母の代理人を務めた。また、彼女は1998年3月から5月まで社会問題省の大臣を務めた。

## 存命の元ファーストレディ・ファーストジェントルマン

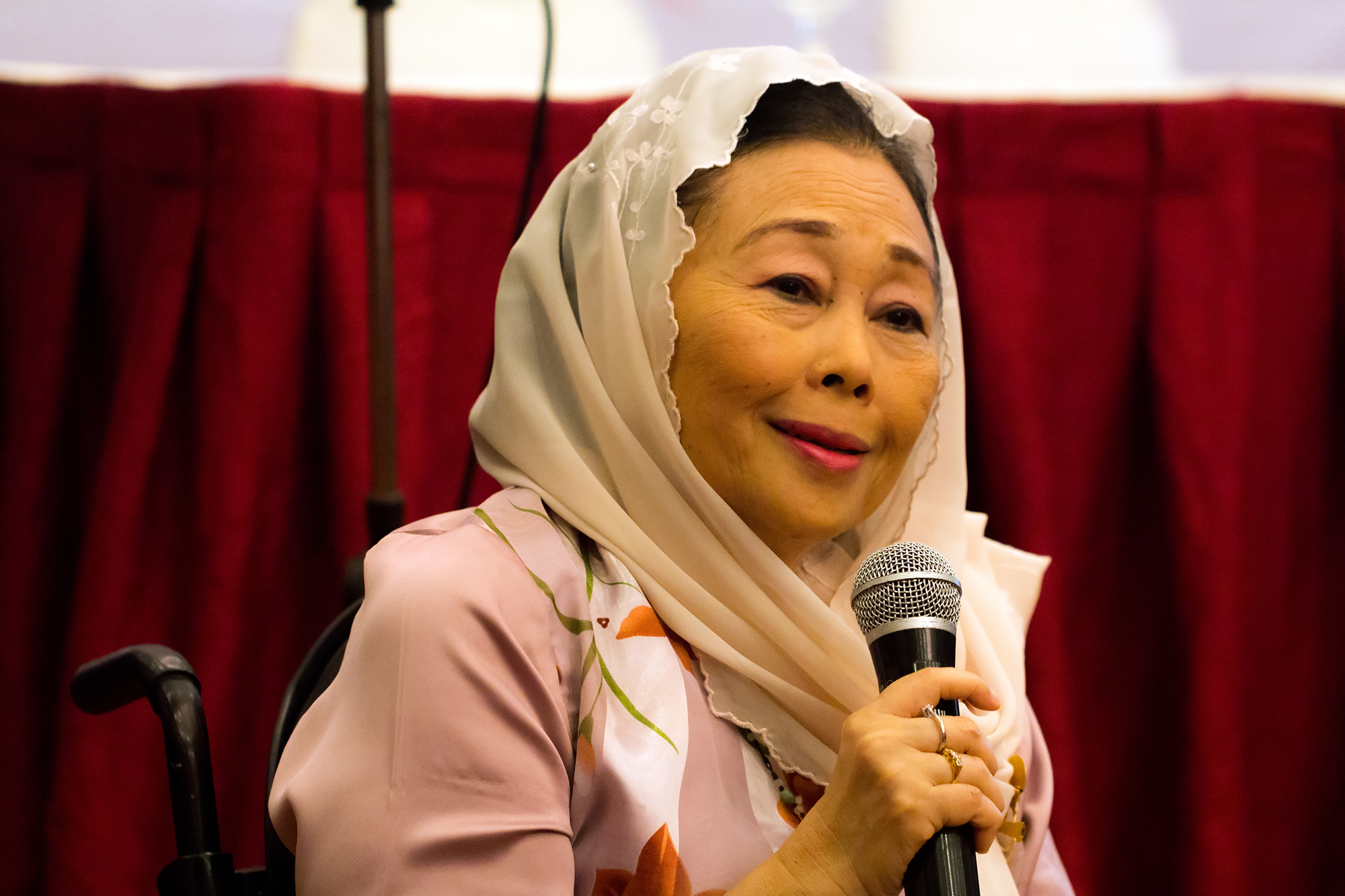
シンタ・ヌリヤ 在任 1999–2001

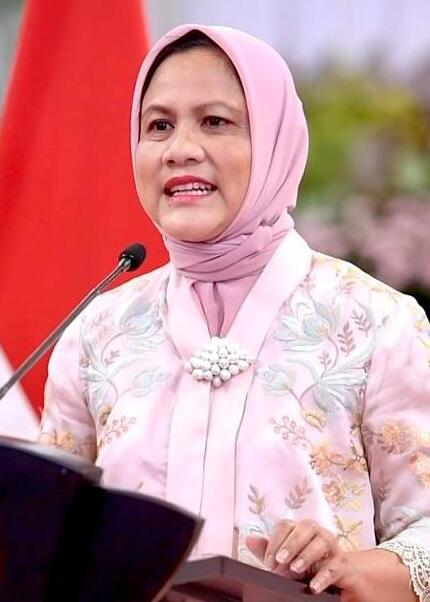
イリアナ 在任 2014–2024

## 歴代のファーストレディ・ファーストジェントルマン
| 代数 | 画像                      | 名                       | 在任期間                        | 大統領                                       |
| ---- | ------------------------- | ------------------------ | ------------------------------- | -------------------------------------------- |
| 1    | Portrait of Fatmawati     | ファトマワティ           | 1945年8月18日 – 1967年3月12日   | スカルノ                                     |
| 2    | Portrait of Siti Hartinah | シティ・ハルティナ       | 1967年3月12日 – 1996年4月28日   | スハルト                                     |
| 3    |                           | ハスリ・アイヌン・ハビビ | 1998年5月21日 – 1999年10月20日  | ユスフ・ハビビ                               |
| 4    |                           | シンタ・ヌリヤ           | 1999年10月20日 – 2001年7月23日  | アブドゥルラフマン・ワヒド                   |
| 5    |                           | タウフィック・キマス     | 2001年7月23日 – 2004年10月20日  | メガワティ・スティアワティ・スカルノプトゥリ |
| 6    |                           | アニ・ユドヨノ           | 2004年10月20日 – 2014年10月20日 | スシロ・バンバン・ユドヨノ                   |
| 7    |                           | イリアナ                 | 2014年10月20日 – 2024年10月20日 | ジョコ・ウィドド                             |
| 8    |                           | 空席                     | 2024年10月20日 –                | プラボウォ・スビアント                       |